# Jacques Andréani
Pour les articles homonymes, voir Andréani.
 (juillet 2023).
Si vous disposez d'ouvrages ou d'articles de référence ou si vous connaissez des sites web de qualité traitant du thème abordé ici, merci de compléter l'article en donnant les références utiles à sa vérifiabilité et en les liant à la section « Notes et références ».
Jacques Andréani, né le 22 novembre 1929 à Paris et mort le 25 juillet 2015 à Saint-Nazaire, est un diplomate français. Il est notamment ambassadeur aux États-Unis de 1989 à 1995.

## Biographie
Jacques Andréani est diplômé de l’Institut d'études politiques de Paris et ancien élève de l’École Nationale d’Administration (ENA).
À la sortie de l’ENA, il choisit la carrière diplomatique. Il est aussitôt nommé secrétaire d'ambassade à Washington, où il reste cinq ans (1955-1960), puis de là, après un stage à Paris pour apprendre le russe et étudier les questions d'Europe de l'Est, il est affecté à Moscou. Il y passe  les périodes les plus difficiles de la guerre froide (construction du mur de Berlin, crise de Cuba de 1962).
Après Moscou, il revient à Paris, chargé, d’abord de l’Union soviétique, ensuite des relations avec l’ensemble des pays communistes d’Europe. Il rejoint en 1970 la délégation de la France auprès de l’OTAN comme représentant permanent adjoint. De novembre 1972 à août 1975, il dirige la délégation française aux pourparlers préliminaires à la Conférence sur la Sécurité et la Coopération en Europe (CSCE) à Helsinki, puis à la CSCE elle-même à Genève. De 1975 à 1979, il est directeur d’Europe au ministère des Affaires étrangères.
En 1979, il est nommé ambassadeur en Égypte. Le 30 juillet 1981, il devient directeur des Affaires politiques au ministère de Affaires étrangères et le demeure pendant trois ans, jusqu'à sa nomination comme ambassadeur en Italie en octobre 1984. Après quatre années à Rome, il revient à Paris en mai 1988 en tant que directeur de cabinet de Roland Dumas, ministre des Affaires étrangères. Le 7 septembre 1988, il est élevé à la dignité d'ambassadeur de France sur décision de Roland Dumas.  
En 1989, il rejoint Washington en tant qu’ambassadeur. Il restera en poste jusqu’en octobre 1995. Durant cette période, il soutient Frognet, le développement sur Internet du premier réseau des chercheurs français aux États-Unis. Cela n'allait pas de soi à l'époque où France Télécom investissait sur le Minitel. Frognet offrait sur Internet un espace de discussion des chercheurs français aux États-Unis (frogtalk) et envoyait avec le soutien de RFI le texte résumé des nouvelles du matin[réf. souhaitée]. 
Il a enseigné les relations internationales à l’université de Clermont-Ferrand (1996-1997), à l'université Johns-Hopkins, Centre de Bologne, (1997-1998) et à la LUISS à Rome (2000-2005).

### Engagement politique
Il a été par ailleurs dirigeant de la section Paris Centre et Sud des Jeunesses socialistes dans les années 1950 et membre de la SFIO, puis cofondateur du PSU et compagnon de route de Michel Rocard[réf. nécessaire].

### Engagement dans le monde associatif
Jacques Andréani a été notamment président de la section États-Unis de l’Association France-Amériques, des Amis de l'Institut dominicain d'études orientales du Caire, ainsi que de l'association des anciens élèves de Sciences-Po (2001-2004). Il a été par ailleurs président d’honneur de la Société Dante Alighieri – Comité de Paris.
Il a été en outre membre de la Commission trilatérale, du club des Vigilants et du club de Monaco, institution privée qui rassemble des personnalités politiques, diplomatiques et de la presse des pays des deux rives de la Méditerranée.

### Mort
Il meurt le 25 juillet 2015 à l'âge de quatre-vingt-cinq ans.

## Décorations
- Commandeur de la Légion d'honneur ;
- Commandeur de l'ordre national du Mérite ;
- Chevalier grand-croix de l'ordre du Mérite de la République italienne‎ (décret du 24 septembre 1988) ;
- Croix de commandeur de l'ordre du Mérite (République fédérale d'Allemagne).

## Publications
- L'Amérique et nous, éditions Odile Jacob, 2000,  (ISBN 978-2-7381-0885-2) ;
- Le Piège : Helsinki et la chute du communisme, éditions Odile Jacob, 2005,  (ISBN 978-2-7381-1648-2) ;
- Identité française, éditions Odile Jacob, 2012.